# 인산 모노에스터 가수분해효소
인산 모노에스터 가수분해효소(영어: phosphoric monoester hydrolase) 또는 포스포모노에스터레이스(영어: phosphomonoesterase)는 시스테인 잔기 또는 배위된 금속 이온에 의한 인의 친핵성 공격에 의해 O-P 결합의 가수분해를 촉매하는 효소들이다.
이들은 EC 번호 3.1.3으로 분류된다.

## 예
- 산성 인산가수분해효소
- 알칼리성 인산가수분해효소
- 과당 1,6-이중인산가수분해효소
- 포도당 6-인산가수분해효소
- 포스포프럭토키네이스-2
- 인단백질 인산가수분해효소
- 칼시뉴린
- 4-피테이스

## 같이 보기
- 포스포다이에스터레이스
- 인산가수분해효소